# Cserkészház (Szolnok)
Koordináták: é. sz. 47° 10′ 16″, k. h. 20° 11′ 21″47.171111°N 20.189167°E

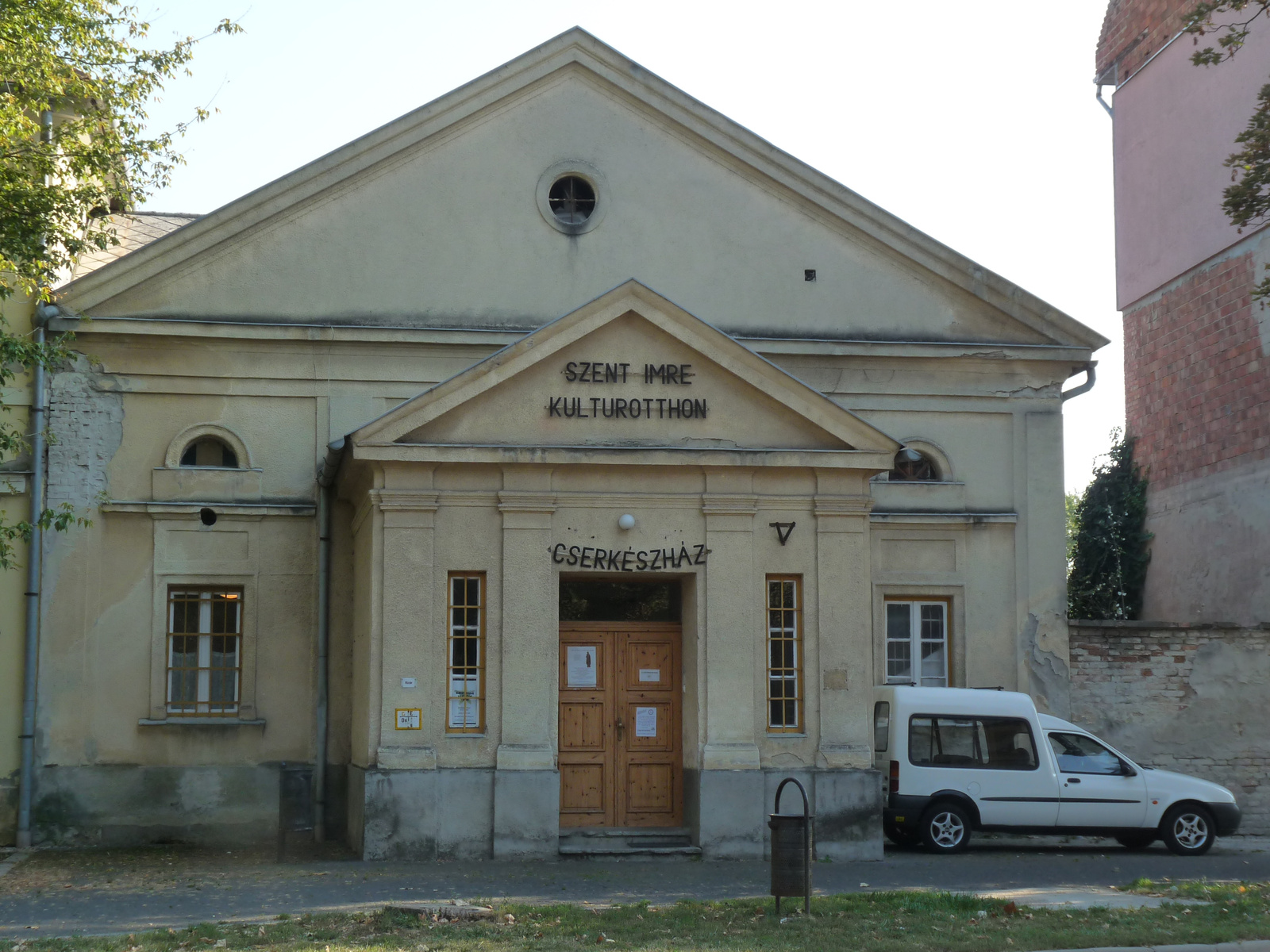
A szolnoki Cserkészház

Cserkészház (Ferences gimnázium) Szolnokon a Templom utca 10. alatt található.
A klasszicista stílusú épület szerves része a 100 évvel régebbi volt ferences templom (Belvárosi templom) és kolostor barokk együttesének. 1835-ben építette Szvitek Márton ácsmester. Valamikor ferences gimnázium volt, de az épület a Verseghy Ferenc gimnázium elődjének is számít. Az épület szabadon álló. Egyemeletes, a főhomlokzaton az ablakok 3-3-3-as elosztásúak, tömör, robusztus hatást kelt.
Ma cserkészház de az 1970-es években volt kollégium, kultúrház is.
A szabadon álló épület egyemeletes, alápincézett, a főhomlokzat középrizalitján az egész épület magasságáig felfutó falpillérek láthatók. Ablakai egyenes záródásúak, kivéve a középső hármat, melyek félkörívesek. A bejárati ajtó felett vörös márvány tábla áll, rajta évszámrejtő felirat.